# Phinaea
Phinaea es un género con 12 especies de plantas herbáceas  perteneciente a la familia Gesneriaceae. Es originario de América.

## Descripción
Son plantas herbáceas perennifolias con rizomas escamosos . Tallo corto , erecto. Las hojas son opuestas , a menudo congestionadas en el ápice del tallo, membranosas y suaves. Las inflorescencia es axilar en cimas con 1 - a muchas  flores , congestionados. Cáliz campanulado. Corola  en forma de copa , tubo corto. El fruto  carnoso o una cápsula seca con dos valvas.

## Distribución y hábitat
Se distribuyen por México a Perú, Venezuela, Cuba y Haití donde  crecen en los bosques. 

## Etimología
El nombre del género es un anagrama del género Niphaea.

## Especies
| - Phinaea albiflora - Phinaea albo - Phinaea caripensis - Phinaea divaricata - Phinaea ecuadorana - Phinaea lacerata | - Phinaea macrophylla - Phinaea multiflora - Phinaea parviflora - Phinaea pulchella - Phinaea repens - Phinaea rubida |